# Dnipro
Dnipro, také Dněpr, (ukrajinsky Дніпро; rusky Днипро́, Dnipro nebo Днепр, Dněpr), do roku 2016 Dněpropetrovsk či Dnipropetrovsk, je ukrajinské město a centrum stejnojmenné oblasti, 400 km jihovýchodně od Kyjeva na soutoku Dněpru a Samary. V roce 2021 zde žilo přes 980 000 obyvatel a patřilo tak mezi pět největších ukrajinských měst. Patřilo k největším sovětským centrům jaderné energetiky, zbrojního a kosmického průmyslu.
Město v roce 1776 založil ruský kníže Grigorij Potěmkin na počest Kateřiny Veliké jako Jekatěrinoslav (na cizojazyčných historických mapách z 19. století lze najít název Catharinoslav), v roce 1926 bylo přejmenováno na Dněpropetrovsk podle řeky Dněpr a na počest předního ukrajinského komunisty Grigorije Petrovského (1878–1958). Nový oficiální název města Dnipro shodný s ukrajinským názvem řeky byl schválen 19. května 2016 v rámci zákona o dekomunizaci Ukrajiny, jímž Ukrajina vrací původní názvy měst a mění názvy spojené s komunismem.

## Dějiny
Úrodné oblasti v okolí Dněpru byly osídleny zemědělskými kulturami již ve 4. tisíciletí př. n. l. Ve starověku sem zasahovala oblast skytského a následně sarmatského osídlení.
V 9. století, za časů Kyjevské Rusi, byl na skalnatém ostrově na Dněpru založen byzantskými mnichy monastýr (odtud dnešní název Monastýrský ostrov); v roce 1240 jej však zničili Tataři.
Během kozácké éry náleželo území Záporožské Siči a bylo předmětem sporů a bojů Ruské říše s Polskem a Tureckem. Roku 1635 byla jižně od dnešního města zřízena polská obranná pevnost Kodak. Roku 1775 zde byla ustavena eparchie pravoslavné církve, jež postupně převzala církevní správu pro celou oblast východní Ukrajiny, včetně Krymu, osvobozeného od Osmanů v roce 1776. V roce 1787 sem z Poltavy přesídlil arcibiskup Ambrosij. Církevní organizace tak předešla výstavbu města.

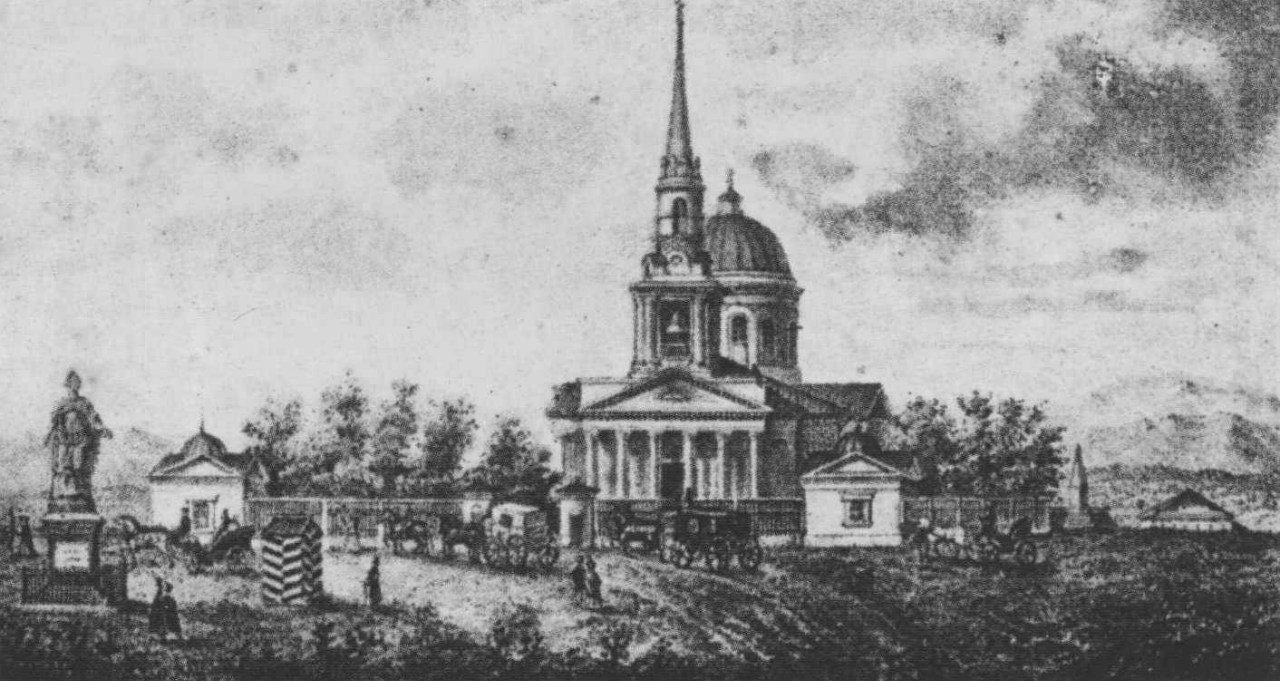
Jekatěrinoslav, centrum města kolem roku 1850

Město bylo administrativně založeno ruským knížetem Potěmkinem roku 1776 v rámci osidlování nově získaného Nového Ruska, ale vlastní výstavba se opožďovala. Město se stalo správním centrem nově dobytých území včetně těch, která Osmanská říše v roce 1774 postoupila smlouvou z Küçük Kaynarca. Dostalo název Jekatěrinoslav na počest tehdejší carevny Kateřiny II. Veliké. Ta zde plánovala vybudovat „jižní metropoli“ Ruského impéria, která by se vyrovnala Petrohradu a Moskvě; Nejdříve byla založena klasicistní katedrála, jež měla být velkolepější než Svatopetrská bazilika ve Vatikánu, ale původní projekt byl redukován a realizace o půl století opožděna. Urbanistická koncepce a výstavba obytných domů byly po Kateřinině smrti také redukovány a z města se stalo řadové centrum gubernie. V letech 1796–1802 se město nazývalo Novorossijsk, později se vrátilo ke starému jménu.
Ve 20. století město velmi rychle rostlo, současně však prodělávalo dramatické změny a rány v obou světových válkách. Byly zbořeny čtyři velké chrámy (největší z nich byla kupolová Blagoveščenská bazilika) a některé veřejné budovy na Jekatěrinoslavském prospektu. V krátké době Ukrajinského státu (německý protektorát na území dnešní Ukrajiny) neslo město neoficiálně název Sičeslav (název odkazoval k Záporožské Siči, symbolu kozáctví, se kterým se snažili identifikovat ukrajinští nacionalisté z rakouské Volyně a Haliče, ačkoliv historicky neměli s kozáky nic společného.) Název Dněpropetrovsk získalo roku 1926 podle bolševického revolucionáře Grigorije Petrovského už jako součást Ukrajinské lidové republiky. V roce 2016 byl Dněpropetrovsk na základě rozhodnutí ukrajinské vlády k přejmenování města v rámci dekomunizace Ukrajiny přejmenován na Dnipro.
Ve 30. letech probíhala ve městě industrializace, hlavně výstavba závodů těžkého průmyslu. Tehdy zde plnil různé stranické funkce Leonid Iljič Brežněv, pocházející z blízkého Dniprodzeržynska (dnes Kamjanske). Během druhé světové války byla po obsazení města německým Wehrmachtem téměř vyhlazena místní početná židovská komunita.
V sobotu 29. dubna 2023 Dnipro, který se o den dříve stal terčem ruského raketového útoku, navštívil český prezident Petr Pavel. Setkal se zde s Serhijem Lysakem, předsedou správy (gubernátorem) Dněpropetrovské oblasti, nad jejíž obnovou si Česká republika vzala patronát. Na východ Ukrajiny se od počátku ruské invaze v únoru 2022 vydal jako první zahraniční prezident. Ukrajinu navštívil společně se slovenskou prezidentkou Zuzanou Čaputovou. V srpnu 2025 byla ve městě otevřena kancelář českého velvyslanectví.

## Obyvatelstvo a současný význam
V Dnipru žije přes milion obyvatel a s nedalekým Kamjanským a dalšími městy tvoří tzv. Dniperskou aglomeraci s více než 1,8 milionem obyvatel. Město je střediskem Dněpropetrovské oblasti, která je druhá nejlidnatější na Ukrajině.
V roce 2001 se 72,6% obyvatel bývalé Sičeslavi hlásilo k ukrajinské národnosti a 23,5 % k ruské národnosti. Přitom však v červnu 2017 udalo 63 % obyvatel města, že ve svém domově mluví ukrajinsko-ruským suržykem. Jen 9 % obyvatel mluví doma výhradně ukrajinsky a 25 % obyvatel používá obě tyto řeči.
Dnipro je kulturním centrem. Místní muzeum vedl na počátku 20. století ukrajinský etnolog a historik Dmytro Ivanovyč Javornyckyj. Rekreačními areály jsou Monastýrský ostrov či park Tarase Ševčenka.

## Hospodářství

### Průmysl
Město je průmyslovým centrem, soustředěn je zde například zbrojní či hutnický průmysl, nacházejí se tu také továrny, které byly zapojeny do bývalého sovětského kosmického programu. Do rozpadu SSSR nebyl do města vzhledem ke strategickému významu výroby zbraní povolen vjezd cizincům bez oficiálního povolení. Závod Južmaš byl s více než 100 tisíci zaměstnanci jedním z největších průmyslových závodů SSSR. Při rozpadu SSSR bylo město zároveň nejlidnatější ve své historii: žilo zde tehdy 1,203 milionu obyvatel.

### Doprava
Hlavní tepnou města je třída Dmytra Javornyckého. Je zde také důležitý říční přístav a letiště. Město má velmi rozvinutý dopravní systém městské hromadné dopravy:
- Tramvajová doprava v Dnipru čítá 12 linek,
- Trolejbusová doprava v Dnipru provozuje 17 linek,
- Metro v Dnipru bylo otevřeno v roce 1995, tvoří ho jedna linka o šesti stanicích. Jelikož vede z centrálního nádraží do již značně vylidněné průmyslové oblasti, jeho využití je velice nízké.

Dnipro je rovněž důležitým železničním uzlem: leží na trati vedoucí z Kyjeva a západní Ukrajiny přes Dnipro do stanice Synelnykove, kde se větví na tratě ve směru Charkiv – Moskva, Donbas a Záporoží – Krym; další tratě vedou do Krasnohradu, Pavlohradu a Apostolova. Od března 2007 má město jednou týdně přímé železniční spojení s Prahou. Město je sídlem Podniperské dráhy, jedné z 6 divizí státních drah Ukrzaliznycja.

## Památky a kultura

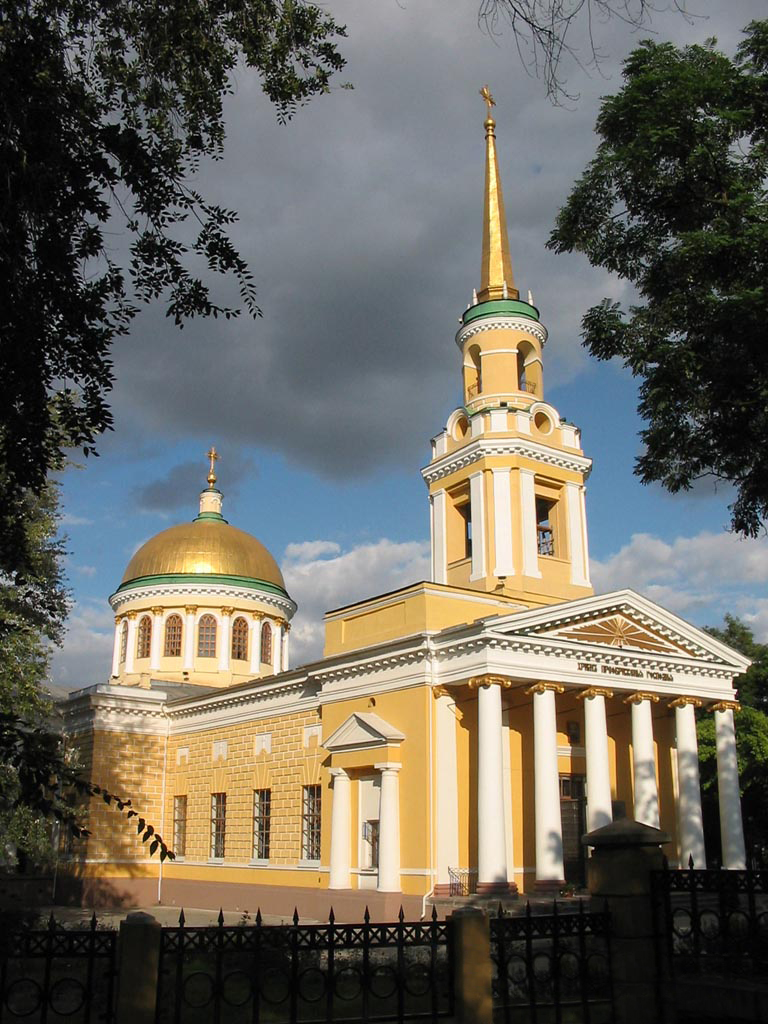
Svjato-Preobraženskyj katedralnyj sobor

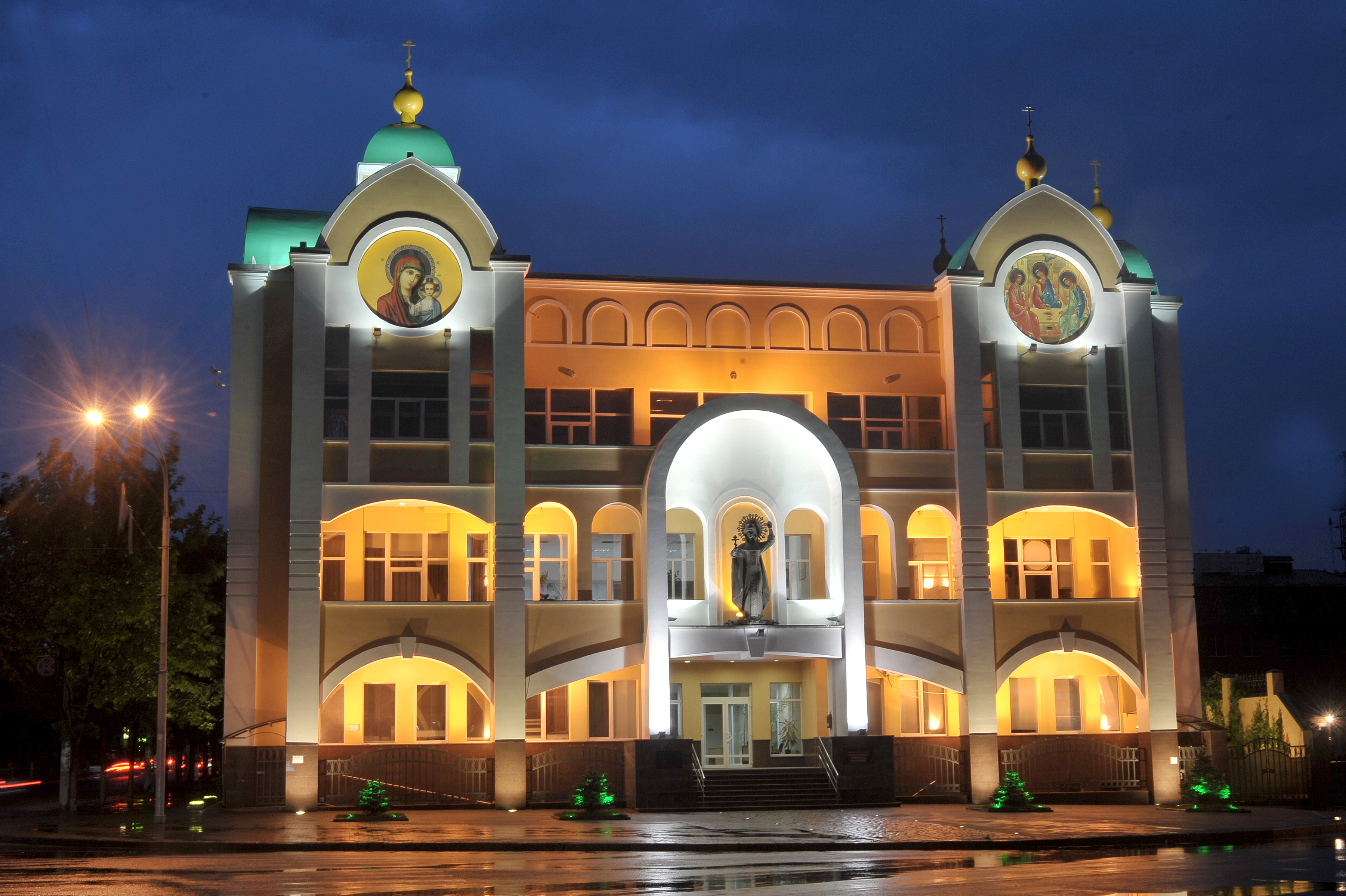
Sídlo Dniprovské a Pavlogradské eparchie

- Spaso-preobraženský katedrální chrám – významná neoklasicistní cihlová stavba na půdorysu latinského kříže, se třemi sloupovými portiky a kupolí v křížení. Projekt vypracoval petrohradský architekt Andrejan Dmitrovič Zacharov, základní kámen položila roku 1786 carevna Kateřina II. společně s rakouským císařem Josefem II. K realizaci redukovaného rozsahu stavby došlo až v letech 1830–1835; v letech 1930–1988 byl chrám zrušen, v 70. letech byla stavba opravena a od roku 1975 začala sloužit jako muzeum ateismu. Roku 1990 se stal opět sídlem eparchie moskevského episkopátu, v roce 1992 byla zahájena jeho generální rekonstrukce. Bylo obnoveno také vnitřní zařízení a fresková výzdoba kupole.
- Eparchie pravoslavné církve, moderní stavba nahradila původní sídlo z 19. století
- Synagoga Zolotaja roza
- Monastýrský ostrov, zábavní centrum, mj. zde sídlí akvárium
- Dniprovské akademické divadlo dramatu a komedie – klasicistní stavba; nejstarší ze 17 městských divadelních scén
- Dům varhanní a komorní hudby – novobarokní kupolová bazilika z let 1913–1915, odsvěcený Brjanský chrám sv. Mikuláše divotvůrce
- Filharmonie Leonida Kogana
- Národní technická univerzita – založena roku 1899

## Muzea
- Kamenskoje – městské historické muzeum
- Historické muzeum D. I. Javornického – regionální historické muzeum
- Galuškovka – kozácký dům, etnografické muzeum
- Dioráma bitvy o Dněpr – velkoformátový panoramatický obraz s kulisami bitvy Velké vlastenecké války, dílo socialistického realismu

## Osobnosti
- Lija Achedžakova (* 1938), ruská filmová a divadelní herečka
- Leo Arnštam (1905–1969), sovětský filmový režisér a scenárista
- Oksana Bajulová (* 1977), krasobruslařka, olympionička
- Helena Petrovna Blavatská (1831–1891), zakladatelka Theosofické společnosti
- Beba Idelson (1895–1975), izraelská politička, poslankyně Knesetu
- Leonid Kogan (1924–1982), houslista
- Isaak Markovič Chalatnikov (1919–2021), ruský fyzik
- Viktor Kravčenko (1905–1966), ruský inženýr a diplomat, emigrantský autor
- Oleksandr Turčynov (* 1964), předseda parlamentu
- Julija Tymošenková (* 1960), premiérka

Žil zde i anarchistický politik Pjotr Aršinov. V letech 1906–1909 zde na Hudebním učilišti působili čeští hudební skladatelé Fran Lhotka a Jaroslav Křička.

## Partnerská města
- Herzlija, Izrael
- Lexington, Massachusetts, Spojené státy americké
- Ostrava, Česko (2024)
- Ploješť, Rumunsko
- Si-an, Čína (1998)
- Soluň, Řecko (13. 2. 1993)
- Taškent, Uzbekistán (1998)
- Valbřich, Polsko
- Vilnius, Litva (29. 9. 1998)
- Žilina, Slovensko (13. 2. 1993)
- Ósaka, Japonsko (2022)
- Kolín nad Rýnem, Německo (2022)

Dne 7. září 2016 v souvislosti s ruskou ozbrojenou agresí proti Ukrajině ukončila městská rada partnerské vztahy s ruskými městy Samara, Krasnojarsk a Ulan-Ude.